# Mant
 Mant  (también así en occitano) es una población y comuna francesa, situada en la región de Aquitania, departamento de Landas, en el distrito de Mont-de-Marsan y cantón de Hagetmau.

## Demografía
| 420 | 379 | 329 | 331 | 322 | 273 |
| Para los censos de 1962 a 1999 la población legal corresponde a la población sin duplicidades (Fuente: INSEE [Consultar]) |     |     |     |     |     |